# Ishockey vid olympiska vinterspelen 1998

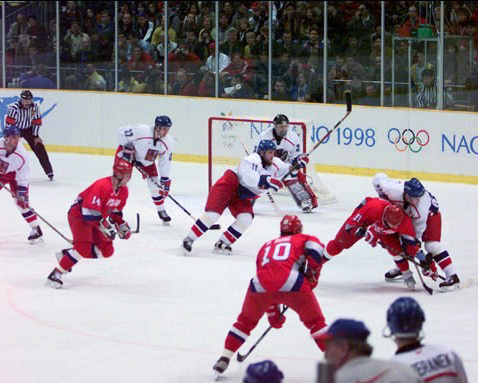
Tjeckien slår Ryssland med 1-0 i herrfinalen.

Ishockey vid olympiska vinterspelen 1998 spelades i Aqua Wing Arena och Big Hat i Nagano i Japan. För herrturneringen, som vanns av Tjeckien före Ryssland och Finland, gjorde NHL för första gången OS-uppehåll, vilket möjliggjorde att alla för tillfället friska NHL-spelare kunde tas ut till sina länders landslag. De olympiska ishockeyturneringarna 1998 var den 18:e för herrarna, och den första för damer. Damturneringen vanns av USA före Kanada och Finland.

## Medaljfördelning
| Gren                        | Guld | Silver | Brons |
| Herrarnas ishockeyturnering | Tjeckien Josef Beránek Jan Čaloun Roman Čechmánek Jiří Dopita Roman Hamrlík Dominik Hašek Milan Hejduk Jaromír Jágr František Kučera Robert Lang David Moravec Pavel Patera Libor Procházka Martin Procházka Robert Reichel Martin Ručínský Vladimír Růžička Jiří Šlégr Richard Šmehlík Jaroslav Špaček Martin Straka Petr Svoboda | Ryssland Pavel Bure Valerij Bure Sergej Fjodorov Sergej Gontjar Aleksej Gusarov Valerij Kamenskij Darius Kasparaitis Andrej Kovalenko Igor Kravtjuk Sergej Krivokrasov Boris Mironov Dimitrij Mironov Aleksej Morozov Sergei Nemtjinov Oleg Sjejtsov Michail Sjtalenkov German Titov Andrej Trefilov Aleksej Jasjin Dimitrij Jusjkevitj Valerij Zelepukin Aleksej Zjamnov Aleksej Zjitnik | Finland Aki-Petteri Berg Tuomas Grönman Raimo Helminen Sami Kapanen Saku Koivu Jari Kurri Janne Laukkanen Jere Lehtinen Juha Lind Jyrki Lumme Jarmo Myllys Mika Nieminen Janne Niinimaa Teppo Numminen Ville Peltonen Kimmo Rintanen Teemu Selänne Ari Sulander Jukka Tammi Esa Tikkanen Kimmo Timonen Antti Törmänen Juha Ylönen |
| Damernas ishockeyturnering  | USA Chris Bailey Laurie Baker Alana Blahoski Lisa Brown-Miller Karyn Bye Colleen Coyne Sara Decosta Tricia Dunn-Luoma Cammi Granato Katie King Shelley Looney Sue Merz Allison Mleczko Tara Mounsey Vicki Movsessian Jenny Potter Angela Ruggiero Sarah Tueting Gretchen Ulion Sandra Whyte                                        | Kanada Jennifer Botterill Thérèse Brisson Cassie Campbell Judy Diduck Nancy Drolet Lori Dupuis Danielle Goyette Geraldine Heaney Jayna Hefford Becky Kellar Kathy McCormack Karen Nystrom Lesley Reddon Manon Rhéaume Laura Schuler Fiona Smith France St-Louis Vicky Sunohara Hayley Wickenheiser Stacy Wilson                                                                           | Finland Sari Fisk Kirsi Hänninen Satu Huotari Marianne Ihalainen Johanna Ikonen Sari Krooks Emma Laaksonen Sanna Lankosaari Katja Lehto Marika Lehtimäki Riikka Nieminen Marja-Helena Pälvilä Tuula Puputti Karoliina Rantamäki Tiia Reima Katja Riipi Päivi Salo Maria Selin Liisa-Maria Sneck Petra Vaarakallio                 |

## Herrar

### Placeringsmatcher
- Match om plats 9: Tyskland - Slovakien 4-2 (0-1, 1-1, 3-0)
- Match om plats 11: Frankrike - Italien 5-1 (1-0, 0-0, 4-1)
- Match om plats 13: Japan - Österrike 4-3 efter straffar (1-2, 1-0, 1-1, 0-0, straffar 3-2)

### Slutspel

#### Kvartsfinaler
- Ryssland - Vitryssland 4-1 (1-0, 1-0, 2-1)
- Kanada - Kazakstan 4-1 (2-1, 2-0, 0-0)
- Tjeckien - USA 4-1 (0-1, 3-0, 1-0)
- Finland - Sverige 2-1 (0-0, 0-0, 2-1)

#### Semifinler
- Tjeckien - Kanada 2-1 (0-0, 0-0, 1-1, 0-0, straffar 1-0)
- Ryssland - Finland 7-4 (2-0, 2-3, 3-1)

#### Bronsmatch
- Finland - Kanada 3-2 (2-1, 0-1, 1-0)

#### Final
- Tjeckien - Ryssland 1-0 (0-0, 0-0, 1-0) Mål: Svoboda (48:08)

### Slutställning

#### Guld:Tjeckien
- Målvakter: Dominik Hašek Målvaktsersättare som ej spelade (E.S): Milan Hnilička, Roman Čechmánek)
- Backar: Jiří Šlégr, František Kučera, Roman Hamrlík, Richard Šmehlík, Jaroslav Špaček, Petr Svoboda
- Forwards: Jiří Dopita, Martin Ručinský, Jaromír Jágr, Martin Straka,  Robert Reichel, Robert Lang, Pavel Patera, Martin Procházka, Josef Beránek, Vladimír Růžička, David Moravec, Milan Hejduk, Jan Čaloun
- Coach: Ivan Hlinka-Slavomir Lener

#### Silver:Ryssland
- Målvakter: Michail Zjtalenkov, Andrej Trefilov (E.S.: Oleg Zjevtsov)
- Backar: Darjus Kasparaitis, Alexeij Zjitnik, Igor Kravtjuk, Boris Mironov, Dmitrij Juzjkevitj, Sergej Gontjar, Alexej Gusarov
- Forwards: Pavel Bure, Sergej Fjodorov, Aleksej Jasjin, Aleksej Zjamnov, Valerij Zelepukin, Andrej Kovalenko, German Titow, Valerij Kamenskij, Valerij Bure, Aleksej Morozov, Sergej Nemtjinov, Sergej Krivokrasov
- Coach: vladimir Jurzinov

#### Brons:Finland
- Målvakter: Ari Juhani Sulander, Jarmo Pentti Myllys (E.S.: Jukka Tammi)
- Backar: Janne Kristian Laukkanen, Teppo Kalevi Numminen, Janne Henrik Niinimaa, Jyrki Olavi Lumme, Aki-Petteri Berg, Kimmo Samuel Timonen, Tuomas Oskar Grönman
- Forwards: Saku Antero Koivu, Jere Kalervo Lehtinen, Jari Pekka Kurri, Teemu Ilmari Selänne, Raimo Ilmari Helminen, Esa Kalervo Tikkanen, Juha Petteri Ylönen, Ville Sakari Peltonen, Sami Hannu Antero Kapanen, Juha Petteri Lind, Kimmo Taneli Rintanen, Mika Sakeri Nieminen, Antti Törmänen
- Coach: Hannu Aravirta

#### Plats 4:Kanada
- Målvakter: Patrick Roy (E.S.: Martin Brodeur, Curtis Joseph)
- Backar: Ray Bourque, Rob Blake, Chris Pronger, Al MacInnis, Scott Stevens, Adam Foote, Eric Desjardins
- Forwards: Keith Primeau, Eric Lindros, Theoren Fleury, Joe Nieuwendyk, Wayne Gretzky, Steve Yzerman, Shayne Corson, Brendan Shanahan, Joe Sakic, Mark Recchi, Trevor Linden, Rod Brind'Amour, Rob Zamuner
- Coach: Marc Crawford

#### Plats 5:Sverige
- Målvakter: Tommy Salo (E.S. Johan Hedberg, Tommy Söderström)
- Backar: Mattias Norström, Nicklas Lidström, Calle Johansson, Mattias Öhlund, Ulf Samuelsson, Marcus Ragnarsson, Tommy Albelin
- Forwards: Niklas Sundström, Daniel Alfredsson, Mikael Andersson, Peter Forsberg, Mats Sundin, Mikael Renberg, Ulf Dahlén, Patric Kjellberg, Mats Lindgren, Michael Nylander, Tomas Sandström, Jörgen Jönsson, Andreas Johansson
- Coach: Kent Forsberg

#### Plats 6:USA
- Målvakter: John Vanbiesbrouck, Mike Richter (E.S. Guy Hebert)
- Backar: Chris Chelios, Brian Leetch, Gary Suter, Derian Hatcher, Kevin Hatcher, Mathieu Schneider, Keith Carney, Bryan Berard
- Forwards: Mike Modano, Bill Guerin, Brett Hull, Pat LaFontaine, Jeremy Roenick, John LeClair, Keith Tkachuk, Douglas Weight, Jamie Langenbrunner, Adam Deadmarsh, Tony Amonte, Joel Otto
- Coach: Ron Wilson

#### Plats 7:Vitryssland
- Målvakter: Alexander Zjumidub, Andrej Mezin (E.S. Leonid Grizjukevitj)
- Backar: Oleg Chmyl, Oleg Romanov, Igor Matuzjkin, Sergej Jerkovitj, Alexander Alexejev, Ruslan Salej, Alexander Zjurik, Sergej Stas
- Forwards: Alexej Lozjkin, Alexander Andrejevski, Viktor Karatjun, Vladimir Bekbulatov, Andrej Kovaljov, Vassilij Pankov, Andrej Skabelka, Alexej Kaljuzjni, Jevgeni Rozjtjin, Vladimir Tsyplakov, Alexander Galtjenjuk, Eduard Sankovets, Oleg Antonenko
- Coach: Anatoli Varivontjik

#### Plats 8:Kazakstan
- Målvakter: Vitalie Jeremejev, Alexander Tsjimin
- Backar: Andrej Sokolov, Igor Semljanov, Igor Nikitin, Alexej Trozjtjinskij, Andrej Savenkov, Vitalij Tregubov
- Forwards: Alexander Korezjkov, Konstantin Tsafranov, Dmitirij Dudarev, Igor Dorochin, Pavel Kamentsev, Michail Borodulin, Jevgenij Korezjkov, Andrej Ptjeljakov, Jerlan Sagimbajev, Vladimir Savjalov, Oleg Krjashev, Pjotr Devjatkin
- Coach: Boris Alexandrov

#### Plats 9:Tyskland
- Målvakter: Olaf Kölzig, Joseph "Beppi" Heiß, Klaus Merk
- Backar: Mirko Lüdemann, Erich Goldmann, Uwe Krupp, Markus Wieland, Daniel Kunce, Bradley Bergen, Jochen Molling, Lars Brüggemann
- Forwards: Peter Draisaitl, Jan Benda, Mark MacKay, Reemt Pyka, Jochen Hecht, Benoit Doucet, Stefan Ustorf, Thomas Brandl, Andreas Lupzig, Dieter Hegen, Jürgen Rumrich, Marco Sturm
- Coach: George Kingston

#### Plats 10:Slovakien
- Målvakter: Igor Murin (E.S. Pavol Rybar, Miroslav Simonovic)
- Backar: Lubomir Sekeráš, Stanislav Jesečko, Ivan Droppa, Jan Varholík, Lubomir Visnovský, Robert Švehla, Miroslav Mosnár
- Forwards: Vlastimil Plavucha, Robert Petrovický, Jozef Daňo, Roman Kontšek, Branislav János, Zdeno Čiger, Karol Ruznyak, Miroslav Mosnar, Roman Stantien, Jan Pardavy, Lubomir Kolník, Peter Bondra, Oto Haščák, Peter Pucher
- Coach: Jan Sterbak

#### Plats 11:Frankrike
- Målvakter: François Gravel, Christopher Huet (E.S. Fabrice Lhenry)
- Backar: Serge Purdrier, Denis Perez, Jean-Philippe Lemoine, Serge Djelloul, Karl Dewolf, Jean-Christophe Filippin, Gregory Dubois
- Forwards: Philippe Bozon, Christian Pouget, Stephane Barin, Robert Ouellet, Jonathan Zwinkel, Anthony Mortas, Arnaud Briand, Richard Aimonetto, Pierre Allard, Maurice Rozenthal, François Rozenthal, Laurent Gras, Roger Dube
- Coach: James Tibbetts

#### Plats 12:Italien
- Målvakter: Mike Anthony Rosati, Mario Brunetta (E.S. David Delfino)
- Backar: Chad Biafore, Lawrence Ruccin, Christopher Barolone, Robert Nardella, Michael de Angelis, Leo Insam, Robert Oberrauch, Markus Brunner
- Forwards: Stefan Figiluzzi, Gaetano Orlando, Bruno Zarillo, Dino Felicetti, Roland Ramoser, Lucio Topatigh, Maurizio Mansi, Giuseppe Busillo, Martin Pavlu, Mario Brian Chitarroni, Patrick Brugnoli, Stefano Margoni
- Coach: Adolfo Insam

#### Plats 13:Japan
- Målvakter: Dusty Imoo, Shichi Iwasaki (E.S. Jiro Nihei)
- Backar: Takeshi Yamanaka, Takayuki Kobori, Hiroyuki Miura, Tatsuki Katayama, Yutaka Kawaguchi, Takayuki Miura, Atsuo Kudoh
- Forwards: Shin Yahata, Fujita Kiyoshi, Matthew Kabayama, Akihito Sugisawa, Ryan Kuwabara, Kunihiko Sakurai, Toshiyuki Sakai, Tsutsumi Otomo, Yuji Iga, Chris Yule, Steven Tsujiura, Hiroshi Matsuura, Makoto Kawahira
- Coach: Björn Kinding

#### Plats 14:Österrike
- Målvakter: Claus Dalpiaz, Reinhard Divis (E.S. Michael Puschacher)
- Backar: Dominik Lavoie, Thomas Searle, Herbert Hohenberger, Martin Ulrich, Gerhard Unterluggauer, Engelbert Lindner, Michael Lampert
- Forwards: Andreas Puschnig, Mario Schaden, Simon Wheeldon, Christian Perthaler, Wolfgang Kromp, Dieter Kalt, Gerald Ressmann, Richard Nasheim, Gerhard Puschnik, Christoph Brandner, Patrik Pilloni, Martin Hohenberger, Normand Krumpschmid
- Coach: Ron Kennedy

## All-Star Team
- Målvakt: Dominik Hasek, Tjeckien
- Backar: Rob Blake, Kanada; Petr Svoboda, Tjeckien
- Forwards: Pavel Bure, Ryssland; Saku Koivu, Finland; Sergej Fjodorov, Ryssland
- MVP: Dominik Hasek, Tjeckien

## Damer

### Gruppspel
```
8 februari 1998  Finland        - Sverige               6-0  (2-0,2-0,2-0) 
                 Japan          - Kanada                0-13 (0-3,0-6,0-4)
                 USA            - Kina                  5-0  (2-0,1-0,2-0)
```

```
10 februari 1998 Kanada         - Kina                  2-0  (0-0,2-0,0-0)
                 Japan          - Finland               1-11 (0-2,0-3,1-6)
                 USA            - Sverige               7-1  (1-1,4-0,2-0)
```

```
12 februari 1998 Kanada         - Sverige               5-3  (2-0,2-2,1-1)
                 Japan          - Kina                  1-6  (0-0,0-3,1-3)
                 USA            - Finland               4-2  (1-1,3-1,0-0)
```

```
13 februari 1998 Japan          - USA                   0-10 (0-5,0-2,0-3)
                 Kina           - Sverige               3-1  (0-0,0-1,3-0)
                 Kanada         - Finland               4-2  (2-0,2-1,0-1)
```

```
15 februari 1998 USA            - Kanada                7-4  (1-1,0-0,6-3)
                 Finland        - Kina                  6-1  (2-0,2-1,2-0)
                 Japan          - Sverige               0-5  (0-2,0-2,0-1) 
```

```
Tabell
                        SM V   O F     Mål      +/-    Poäng
1. USA                  5     5   0   0     33- 7    +26     10 
2. Kanada               5     4   0   1     28-12    +16      8 
------------------------------------------------------------------
3. Finland              5     3   0   2     27-10    +17      6 
4. Kina                 5     2   0   3     10-15     -5      4 
------------------------------------------------------------------
5. Sverige              5     1   0   4     10-21    -11      2 
6. Japan                5     0   0   5      2-45    -43      0
```

### Bronsmatch
```
17 februari 1998 Finland       - Kina                  4-1  (0-1, 3-0, 1-0)
```

### Final
```
17 februari 1998 USA           - Kanada                3-1  (0-0, 1-0, 2-1)
```

### Slutställning
| Plats | Land | Spelare |
| ----- | ---- | --- |
| 1     | USA  | Chris Bailey, Laurie Baker, Alana Blahoski, Lisa Brown-Miller, Karyn Bye, Colleen Coyne, Sara Decosta, Tricia Dunn, Cammi Granato, Katie King, Shelley Looney, Sue Merz, Allison Mleczko, Tara Mounsey, Vicki Movsessian, Angela Ruggiero, Jenny Potter, Sarah Tueting, Gretchen Ulion, Sandra Whyte                              |
| 2     | CAN  | Jennifer Botterill, Thérèse Brisson, Cassie Campbell, Judy Diduck, Nancy Drolet, Lori Dupuis, Danielle Goyette, Geraldine Heaney, Jayna Hefford, Becky Kellar, Katheryn McCormack, Karen Nystrom, Lesley Reddon, Manon Rheaume, Laura Schuler, Fiona Smith, France Saint-Louis, Vicky Sunohara, Hayley Wickenheiser, Stacy Wilson |
| 3     | FIN  | Sari Fisk, Kirsi Hänninen, Satu Huotari, Marianne Ihalainen, Johanna Ikonen, Sari Krooks, Emma Laaksonen, Saana Lankosaari, Katja Lehto, Marika Lehtimäki, Riikka Nieminen, Maria-Helena Palvila, Tuula Puputti, Karoliina Rantamäki, Tiia Reima, Katja Riipi, Päivi Salo, Maria Selin, Liisa-Maria Sneck, Petra Vaarakallio      |
| 4     | CHN  | |
| 5     | SWE  | |
| 6     | JAP  | |